# Quezalguaque
Quezalguaque è un comune del Nicaragua facente parte del dipartimento di León.